# Pandōra
Pandōra (en japonés: パンドーラ, Pandōra?) también conocido como Go! Go! Fushimi Jet S#96, es un vídeo musical de 2002 dirigido por Takashi Miike y protagonizado por el cantante, músico y actor de cine Kōji Kikkawa.

## Argumento
Cuba en 2002, un arqueólogo descubre una película entre las ruinas de un templo, ¡titulada Go! ¡Ir! Fushimi Jet S#96. Después de que el narrador se planteé algunas preguntas sobre quién y por qué alguien colocó esa película allí, la película descubierta comienza a reproducirse. 
Un samurái se enfrenta solo, a un grupo de mercenarios que se han apoderado de una piedra mágica. 

## Lanzamiento
El videoclip fue incluido en la edición limitada de CD+DVD del álbum con el mismo nombre, lanzado el 7 de agosto de 2002. El DVD también contenía un Making of, entre otros extras.
Contenido del DVD: 
- 1. Pandora perfect edition.
- 2. Strip off Pandora clip.
- 3. Making of Pandora clip.
- 4. TV-Spot 15 "version & 30" version.

El videoclip volvió a incluirse en una edición en DVD llamada The Gundogs Perfect DVD Plus!,lanzado el 2 de abril de 2003. Contenía el segundo videoclip que realizaban en colaboración, titulado, The Gundogs, además de una versión extendida de Pandōra y varios extras.
Contenido del DVD:
Fushimi Jet
- 1. PANDORA～Perfect Long Version～
- 2. The Gundogs～Perfect Long Version～

Perfect
- 1. The Gundogs～15"" CM～
- 2. The Gundogs～Movie Version～
- 3. The Gundogs～30"" CM～
- 4. The Gundogs～Making～
- 5. What's Next

Plus!
- 1. KOJI KIKKAWA in OKITE
- 2. ADDZEST AutoPC CADIAS 30"" CM.[7]

## Recepción
En una reseña para Asian Movie Pulse, Panos Kotzathanasis, escribió: «El absurdo habitual de Takashi Miike rodea la narrativa de la película, junto con algunos elementos de acción brutal y ciencia ficción. El estilo de Miike siempre compartió muchas similitudes con los videos musicales y este rasgo encuentra su apogeo aquí, ya que el estilo de rock universitario de Kōji Kikkawa (guitarras duras, pero voz tipo pop) resuena perfectamente con él. Evidentemente, este es un trabajo dirigido únicamente a los fans de Miike o Kikkawa, pero siento que nadie quedará decepcionado al ver el vídeo musical». 